# (38303) 1999 RB93
1999 RB93 (asteroide 38303) é um asteroide da cintura principal. Possui uma excentricidade de 0.19423200 e uma inclinação de 2.92000º.
Este asteroide foi descoberto no dia 7 de setembro de 1999 por LINEAR em Socorro.